# Говенс, Даррин
Энтони Даррин Говенс (англ. Anthony Darrin Govens; род. 5 января 1988, Честер, штат Пенсильвания, США) — американский и венгерский профессиональный баскетболист, играющий на позиции разыгрывающего защитника.

## Карьера
С 2006 по 2010 год Говенс учился в университете Сент-Джозеф в Пенсильвании и выступал за местную команду «Сент-Джозеф Хоукс» в NCAA. Свою лучшую статистику он продемонстрировал в последний год обучения – за 31 минуту на паркете он набирал в среднем 13,9 очка, 3,9 подбора и 2,9 передачи. После окончания университета он не был задрафтован и отправился в Д-Лигу, где пополнил состав команды «Рино Бигхорнс» (ныне «Стоктон Кингз»), фарм-клуб «Сакраменто Кингз». Однако спустя пару месяцев он покинул США и отправился в Европу.
После 3 лет проведённых в Венгрии, Даррин перебрался в Беларусь и присоединился к «Цмоки-Минск». За месяц, проведённый в составе «Драконов», Говенс стал обладателем Кубка Беларуси, а также вошёл в символическую пятёрку турнира. В финальном матче против «Борисфена» (92:82) Даррин набрал 19 очков, 9 подборов и 9 передач. В 4 матчах Единой лиги ВТБ он отметился 14 очками, 2,5 подбора и 4,3 передачи, и 2 матчах Кубка Европы ФИБА – 16 очков, 2,5 подбора и 6 передач. 2 ноября 2018 года «Цмоки-Минск» объявили о том, что клуб и Даррин расторгли контракт по обоюдному согласию.
Свою карьеру Говенс продолжил в «Нижнем Новгороде», подписав соглашение до окончания сезона 2018/2019, но уже в конце декабря покинул команду. В составе нижегородского клуба Даррин принял участие в 3 матчах Единой лиги ВТБ, а также в 3 матчах Лиги чемпионов, где набирал в среднем 7,3 очка, 1 подбор и 2 передачи.
4 декабря 2017 года получил венгерское гражданство. Играл в матчах первого и второго этапа отборочного турнира к чемпионату мира 2019 года.

## Достижения
- Чемпион Венгрии: 2018/2019
- Серебряный призёр чемпионата Венгрии (2): 2016/2017, 2017/2018
- Обладатель Кубка Беларуси: 2018
- Серебряный призёр Кубка Венгрии (2): 2018, 2019

## Статистика

### Статистика в Джи-Лиге
| Сезон                                                                                    | Команда       | Регулярный сезон | Регулярный сезон | Регулярный сезон | Регулярный сезон | Регулярный сезон | Регулярный сезон | Регулярный сезон | Регулярный сезон | Регулярный сезон | Регулярный сезон | Регулярный сезон | Серия плей-офф | Серия плей-офф | Серия плей-офф | Серия плей-офф | Серия плей-офф | Серия плей-офф | Серия плей-офф | Серия плей-офф | Серия плей-офф | Серия плей-офф | Серия плей-офф |
| Сезон                                                                                    | Команда       | GP               | GS               | MPG              | FG%              | 3P%              | FT%              | RPG              | APG              | SPG              | BPG              | PPG              | GP             | GS             | MPG            | FG%            | 3P%            | FT%            | RPG            | APG            | SPG            | BPG            | PPG            |
| ---------------------------------------------------------------------------------------- | ------------- | ---------------- | ---------------- | ---------------- | ---------------- | ---------------- | ---------------- | ---------------- | ---------------- | ---------------- | ---------------- | ---------------- | -------------- | -------------- | -------------- | -------------- | -------------- | -------------- | -------------- | -------------- | -------------- | -------------- | -------------- |
| 2010/11                                                                                  | Рино Бигхорнс | 2                | 0                | 2,3              | 0,0              | -                | -                | 0,5              | 0,5              | 0,5              | 0,0              | 0,0              | Не участвовал  | Не участвовал  | Не участвовал  | Не участвовал  | Не участвовал  | Не участвовал  | Не участвовал  | Не участвовал  | Не участвовал  | Не участвовал  | Не участвовал  |
|                                                                                          | Всего         | 2                | 0                | 2,3              | 0,0              | -                | -                | 0,5              | 0,5              | 0,5              | 0,0              | 0,0              | Не участвовал  | Не участвовал  | Не участвовал  | Не участвовал  | Не участвовал  | Не участвовал  | Не участвовал  | Не участвовал  | Не участвовал  | Не участвовал  | Не участвовал  |
| Наведите курсор мыши на аббревиатуры в заголовке таблицы, чтобы прочесть их расшифровку. |               |                  |                  |                  |                  |                  |                  |                  |                  |                  |                  |                  |                |                |                |                |                |                |                |                |                |                |                |

### Статистика в NCAA
| Сезон | Команда      | Conf  | Class | GP  | GS  | MPG  | FG%  | 3P%  | FT%  | RPG | APG | SPG | BPG | PPG  |
| --- | ------------ | ----- | ----- | --- | --- | ---- | ---- | ---- | ---- | --- | --- | --- | --- | ---- |
| 2006/07 | Сент-Джозефс | A-10  | FR    | 27  | 6   | 23,7 | 40,6 | 39,8 | 79,4 | 1,4 | 2,5 | 0,6 | 0,1 | 7,3  |
| 2007/08 | Сент-Джозефс | A-10  | SO    | 34  | 34  | 28,5 | 37,7 | 37,6 | 71,7 | 2,0 | 2,4 | 1,3 | 0,1 | 9,8  |
| 2008/09 | Сент-Джозефс | A-10  | JR    | 32  | 31  | 34,9 | 37,8 | 34,6 | 72,6 | 2,7 | 2,6 | 1,6 | 0,1 | 12,5 |
| 2009/10 | Сент-Джозефс | A-10  | SR    | 31  | 31  | 31,8 | 39,3 | 34,3 | 70,7 | 3,7 | 3,0 | 1,5 | 0,2 | 13,9 |
| Всего | Всего        | Всего | Всего | 124 | 102 | 30,0 | 38,6 | 35,9 | 72,7 | 2,5 | 2,6 | 1,3 | 0,1 | 11,0 |
| Наведите курсор мыши на аббревиатуры в заголовке таблицы, чтобы прочесть их расшифровку Статистика приведена с сайта sports-reference.com |              |       |       |     |     |      |      |      |      |     |     |     |     |      |